# Валеска Менезес
Валеска Менезес  (порт. Valeska dos Santos Menezes, як гравець відома під іменем Валескінья (порт. Valeskinha), 23 квітня 1976) — бразильська волейболістка, олімпійська чемпіонка.

## Виступи на Олімпіадах
| Олімпіада  | Дисципліна | Місце |
| ---------- | ---------- | ----- |
| Афіни 2004 | волейбол   | 4     |
| Пекін 2008 | волейбол   | 1     |